# Repurposing
Il repurposing è il processo di riseparazione in quadricromia (cioè nella modalità di colore CMYK) di una immagine digitale già in quadricromia. Per esempio una immagine in quadricromia preparata per una macchina da stampa con carta patinata, dovrà essere riseparata se deve essere stampata su una macchina da stampa con carta non patinata. Riseparazione significa che i numeri CMYK di ogni singolo pixel devono essere modificati, in modo da essere adattati alla nuova destinazione
Il repurposing è quindi un'azione attraverso la quale si riposiziona uno spazio colore su un altro spazio colore in modo che i numeri CMYK cambiano ma in modo che i colori rimangano uguali. Questa operazione è standard nella gestione del colore e si chiama conversione di colore, ma in pratica se applicata direttamente nel caso della stampa può causare problemi di stampabilità. 
Il classico problema di stampabilità è che il nero del testo (cioè CMYK = 0 0 0 100) viene portato, da una normale conversione di colore, su tutti e quattro i canali, cioè può diventare qualcosa come CMYK = 30 20 40 20. Questa operazione mantiene il colore (il che è buona cosa) ma dà altri problemi, perché il testo verrebbe ad essere stampato con quattro inchiostri invece che con uno (quindi problemi di retinatura, di registro, di costo inchiostri). In tal caso si sacrifica la corrispondenza di colore per ovviare ai problemi di stampabilità.